# HD34404
HD34404 є хімічно пекулярною зорею спектрального класу
F1 й має видиму зоряну величину в смузі V приблизно  9,5.